# Astragalus olgae
Astragalus olgae är en ärtväxtart som beskrevs av Aleksandr Andrejevitj Bunge. Astragalus olgae ingår i släktet vedlar, och familjen ärtväxter. Inga underarter finns listade i Catalogue of Life.